# Seznam zemětřesení v roce 2023
Legenda:

 6,0–6,9 Mw

 7,0–7,9 Mw

 8,0+ Mw

Toto je seznam zemětřesení v roce 2023. Zahrnuta jsou zde pouze zemětřesení o síle 6,0 Mw nebo výše. Pokud mají slabší zemětřesení za následek velké škody nebo ztráty na životech, tak jsou zde taktéž zahrnuta (neplatí však u mapy vpravo). Časové termíny jsou vedeny podle UTC času a všechny údaje pochází od Americké geologické služby (USGS).

## Přehled

### Srovnání počtu zemětřesení s minulými roky
| Magnitudo (Mw) | 2013   | 2014   | 2015   | 2016   | 2017   | 2018   | 2019   | 2020   | 2021   | 2022   | 2023   | 2024 |
| -------------- | ------ | ------ | ------ | ------ | ------ | ------ | ------ | ------ | ------ | ------ | ------ | ---- |
| 8,0–9,9        | 2      | 1      | 1      | 0      | 1      | 1      | 1      | 0      | 3      | 0      | 0      |      |
| 7,0–7,9        | 17     | 11     | 18     | 16     | 6      | 16     | 9      | 9      | 16     | 11     | 19     |      |
| 6,0–6,9        | 123    | 143    | 127    | 131    | 104    | 118    | 135    | 111    | 141    | 117    | 128    |      |
| 5,0–5,9        | 1 460  | 1 580  | 1 413  | 1 550  | 1 447  | 1 671  | 1 484  | 1 315  | 2 046  | 1 603  | 1 637  |      |
| 4,0–4,9        | 11 877 | 15 817 | 13 777 | 13 700 | 10 544 | 12 782 | 11 897 | 12 135 | 14 643 | 13 707 | 13 816 |      |
| Celkem         | 13 480 | 17 552 | 15 336 | 15 397 | 12 102 | 14 589 | 13 530 | 13 572 | 16 849 | 15 438 | 15 600 |      |

### Podle počtu obětí
| Pořadí | Mrtví           | Magnitudo (Mw) | Místo                  | Mercalliho stupnice | Hloubka (km) | Datum        | Událost                            | Reference         |
| ------ | --------------- | -------------- | ---------------------- | ------------------- | ------------ | ------------ | ---------------------------------- | ----------------- |
| 1.     | 59 488 – 62 013 | 7,8            | Kahramanmaraş, Turecko | XII (Extrémní)      | 10,0         | 6. února     | Zemětřesení v Turecku a Sýrii 2023 | [ 2 ]             |
| 2.     | 2 960           | 6,8            | Marrakech-Safi, Maroko | IX (Pustošivé)      | 18,5         | 8. září      | Zemětřesení v Maroku 2023          | [ 3 ]             |
| 3.     | 1 482           | 6,3            | Herát, Afghánistán     | VIII (Bořivé)       | 14,0         | 7. října     | Zemětřesení v Herátu 2023          | [ 4 ]             |
| 4.     | 153             | 5,7            | Karnálí, Nepál         | VIII (Bořivé)       | 16,5         | 3. listopadu |                                    | [ 5 ]             |
| 5.     | 151             | 5,9            | Kan-su, Čína           | IX (Pustošivé)      | 10           | 18. prosince |                                    | [ 6 ] [ 7 ] [ 8 ] |

### Podle magnitudy
| Pořadí | Magnitudo (Mw) | Mrtví           | Místo                   | Mercalliho stupnice | Hloubka (km) | Datum       | Událost                            | Reference |
| ------ | -------------- | --------------- | ----------------------- | ------------------- | ------------ | ----------- | ---------------------------------- | --------- |
| 1.     | 7,8            | 59 488 – 62 013 | Kahramanmaraş, Turecko  | XII (Extrémní)      | 10,0         | 6. února    | Zemětřesení v Turecku a Sýrii 2023 | [ 2 ]     |
| 2.     | 7,7            | 0               | Loyauté, Nová Kaledonie | IV (Mírné)          | 18,0         | 19. května  |                                    | [ 9 ]     |
| 3.     | 7,6            | 3               | Mindanao, Filipíny      | VII (Velmi silné)   | 40           | 2. prosince |                                    | [ 10 ]    |
| 3.     | 7,6            | 0               | Moluky, Indonésie       | VI (Silné)          | 105,2        | 9. ledna    |                                    | [ 11 ]    |
| 3.     | 7,6            | 0               | Tonga                   | VI (Silné)          | 210,1        | 10. května  |                                    | [ 12 ]    |

### Galerie

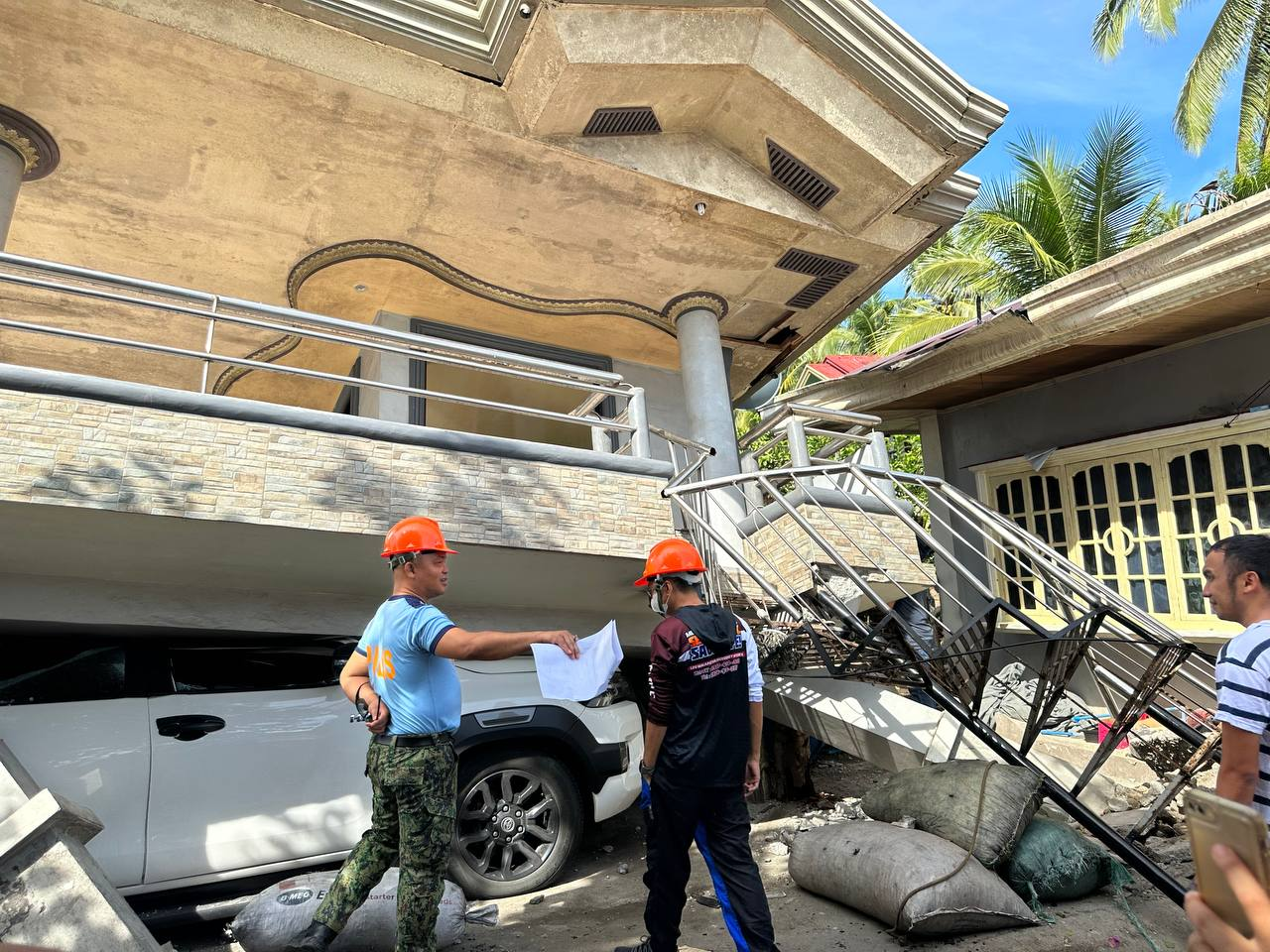
Částečně zhroucený dům na Filipínách, 17. listopad, 6,7 Mw
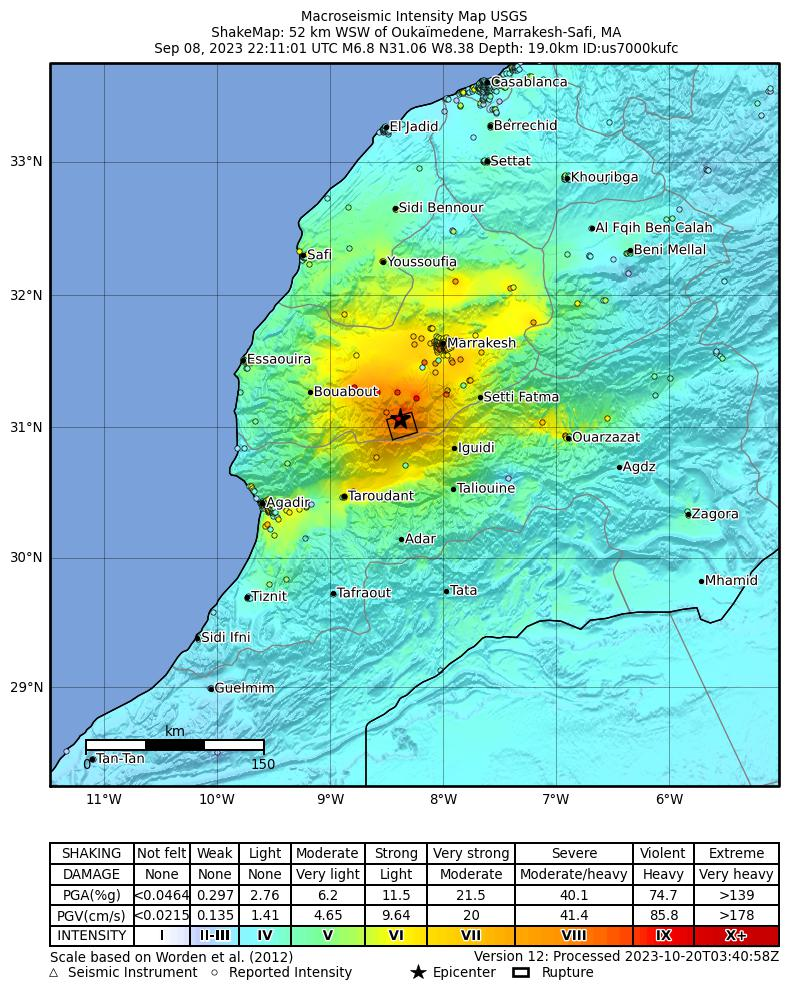
Mapa intenzity zemětřesení v Maroku, 8. září, 6,8 Mw
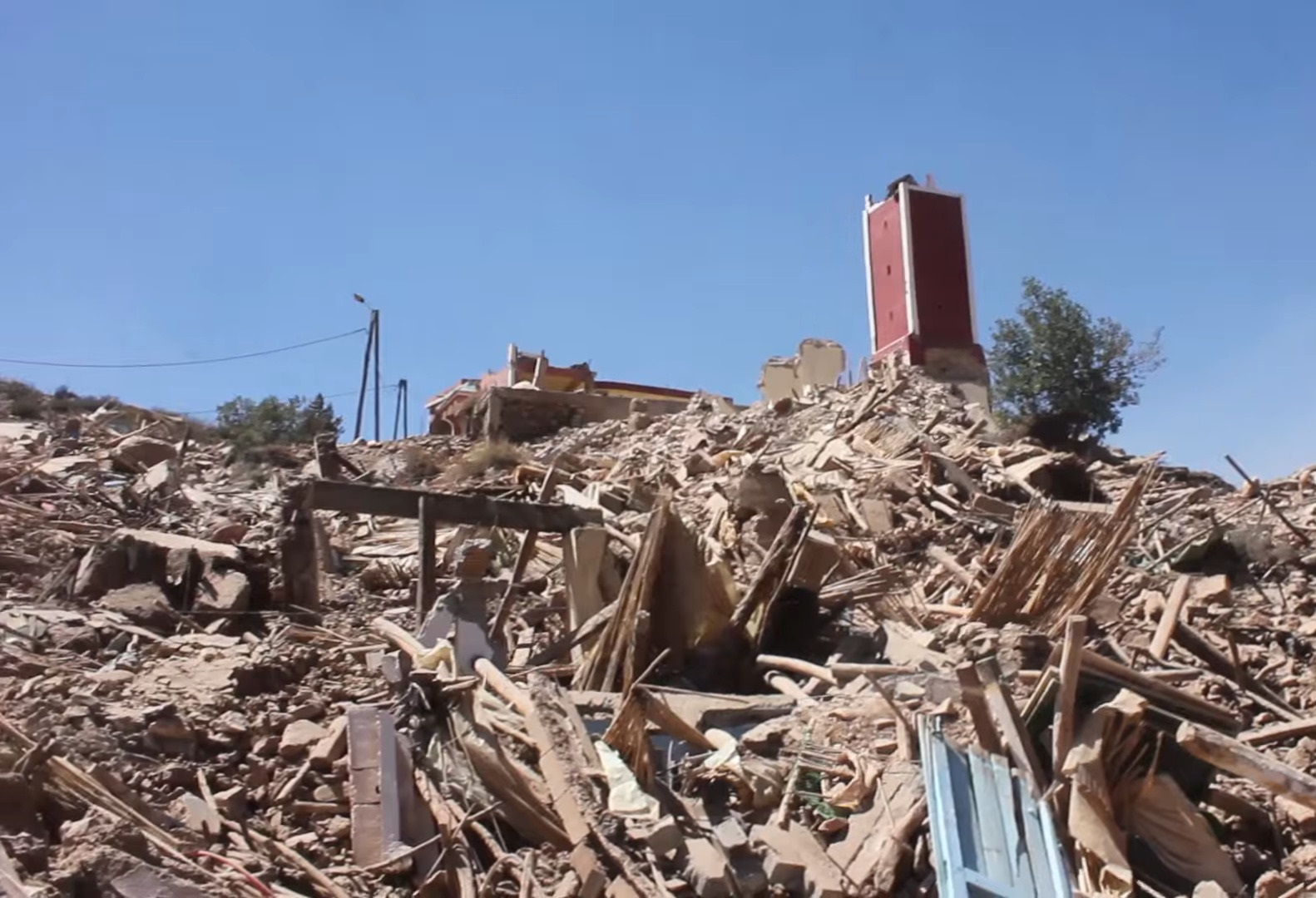
Škody po marockém zemětřesení.
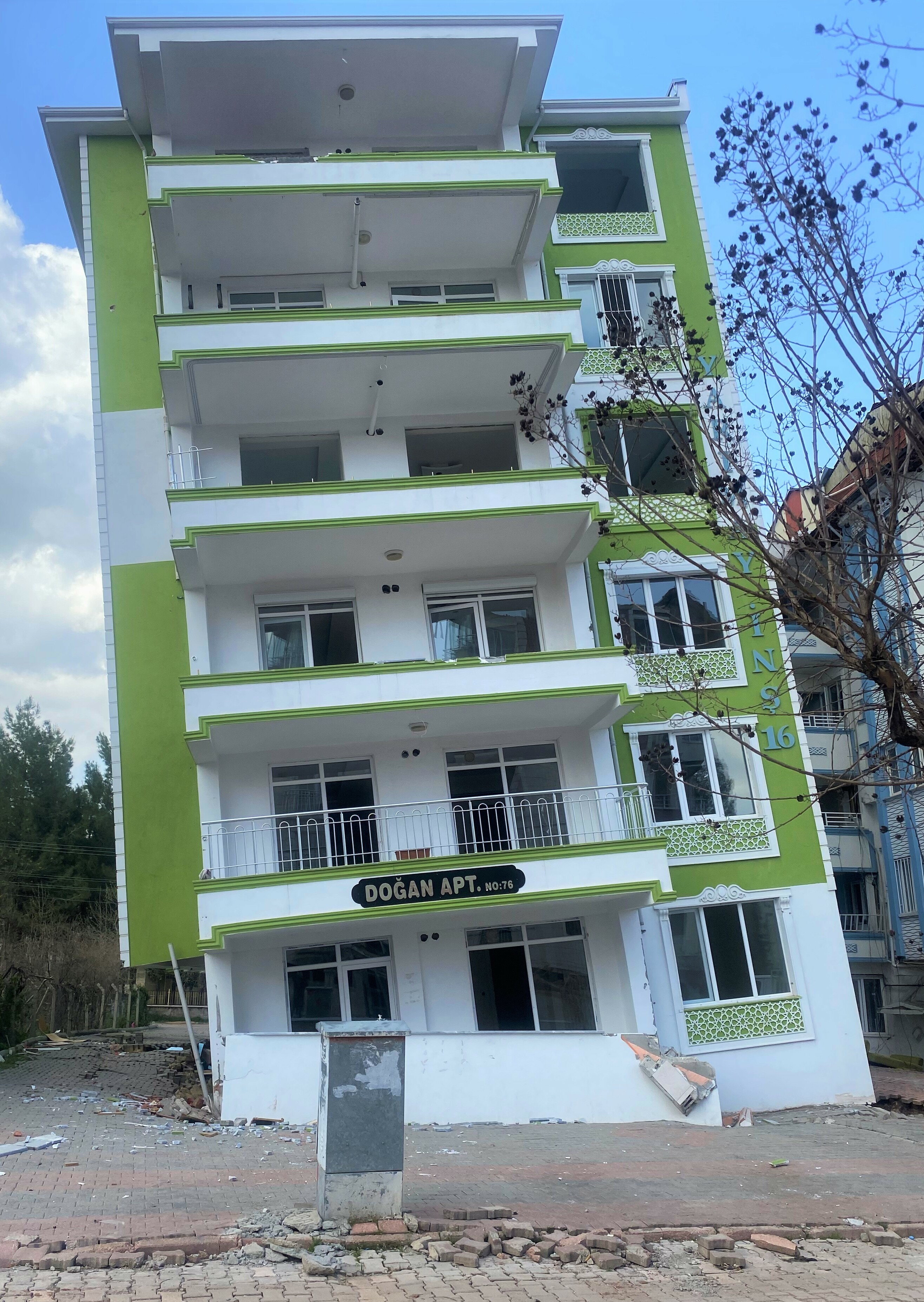
Těžce poškozená budova v Turecku, 6. únor, 7,8 Mw
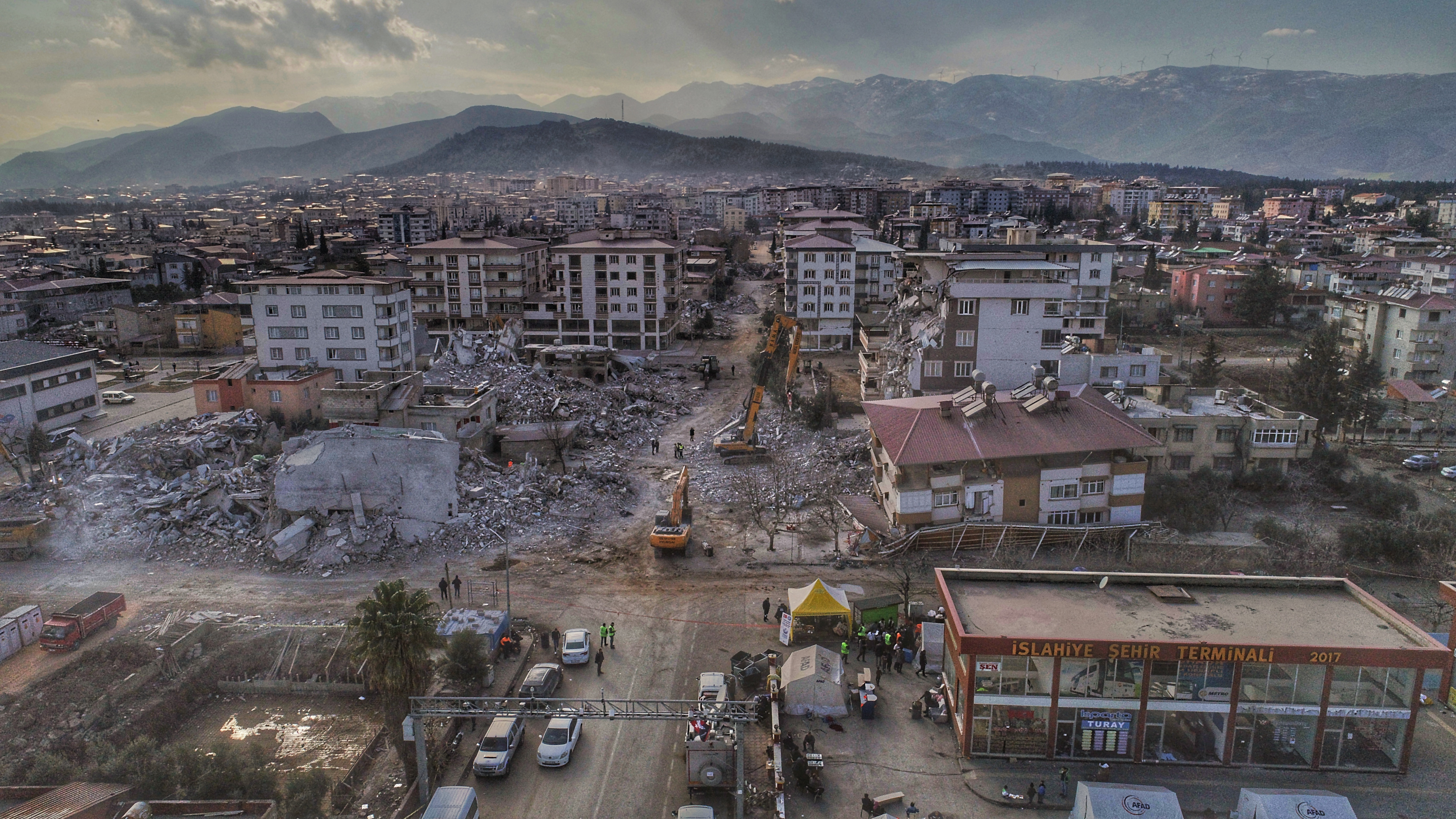
Pohled na zničené město v turecké provincii Gaziantep